# سیدنی شمالی
سیدنی شمالی (انگلیسی: North Sydney, New South Wales) منطقه‌ای در ۳ کیلومتری شمال ناحیه تجاری مرکزی سیدنی واقع در نیو ساوت ولز می‌باشد.

## تاریخچه
آبوریجانز (Aborigines) در جنوب غربی بندر جکسون (Port Jackson) یا اسکله سیدنی که به نام WARUNG که به معنای سمت دیگر است. اما مردم قسمت شمالی از همان نام برای قسمت جنوبی استفاده می‌کنند. توماس مویر (Thomas Muir of Huntershill (1765–1799)) اولین مهاجران اروپایی را هانترچیل نامیده شده‌اند. او یک سیاست‌مدار اصلاح طلب بود که زمینی را در سال ۱۷۹۴ در نزدیکی پل اسکله فعلی سیدنی خریداری کرد.

## نگارخانه

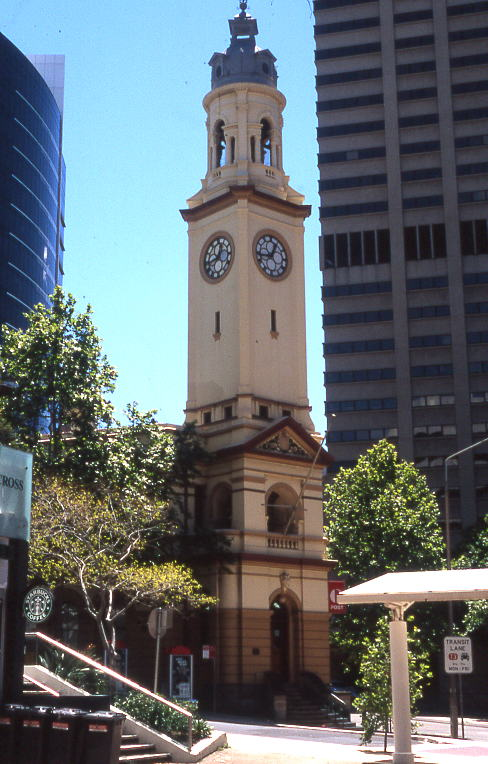
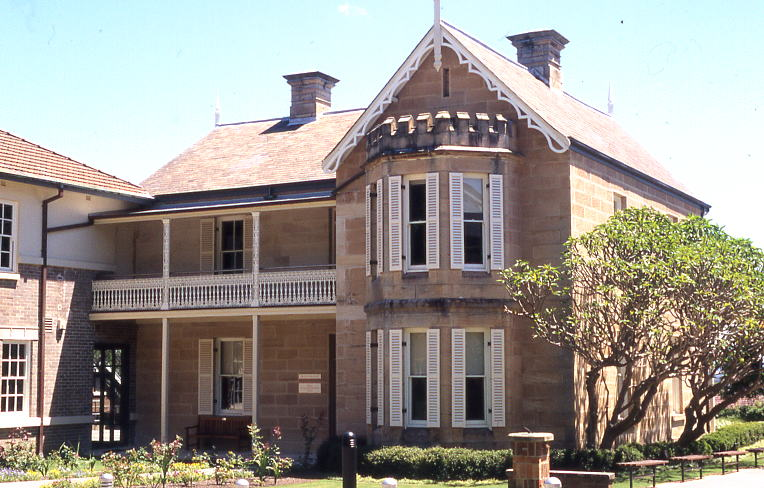
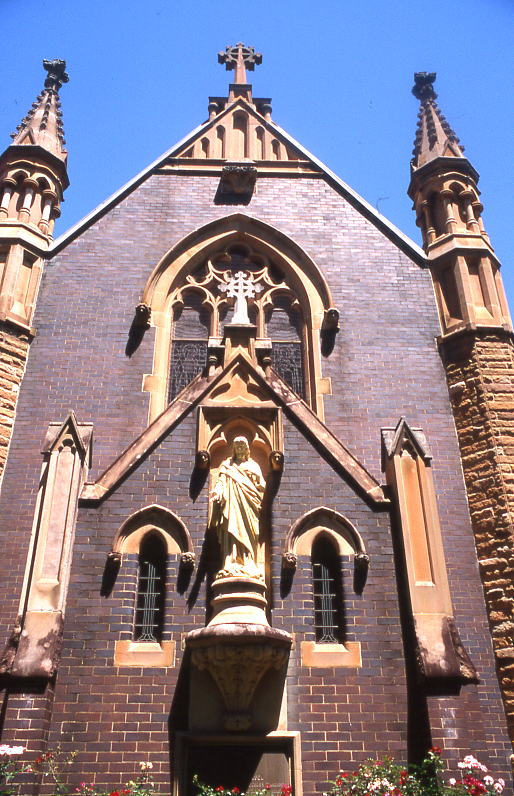
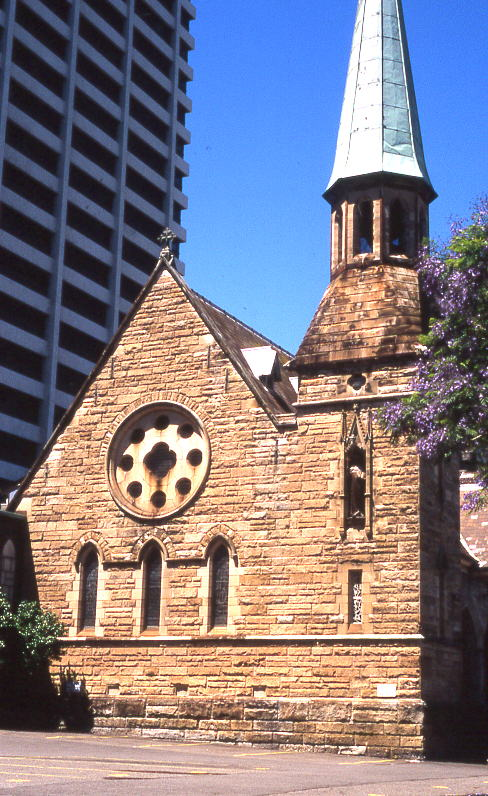
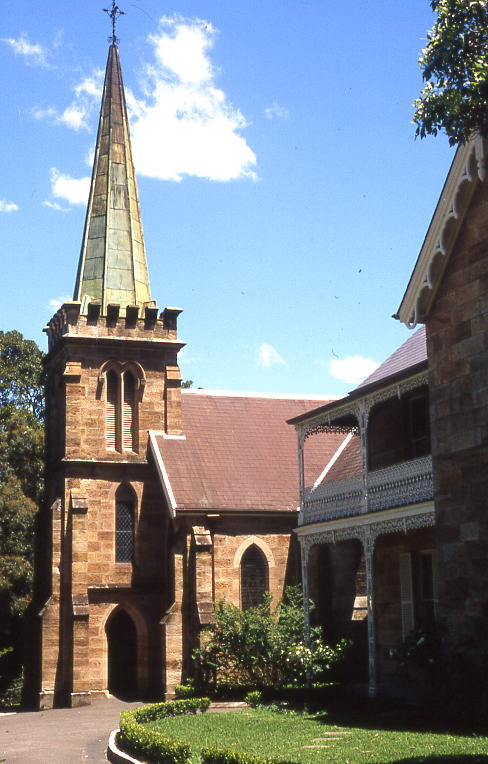
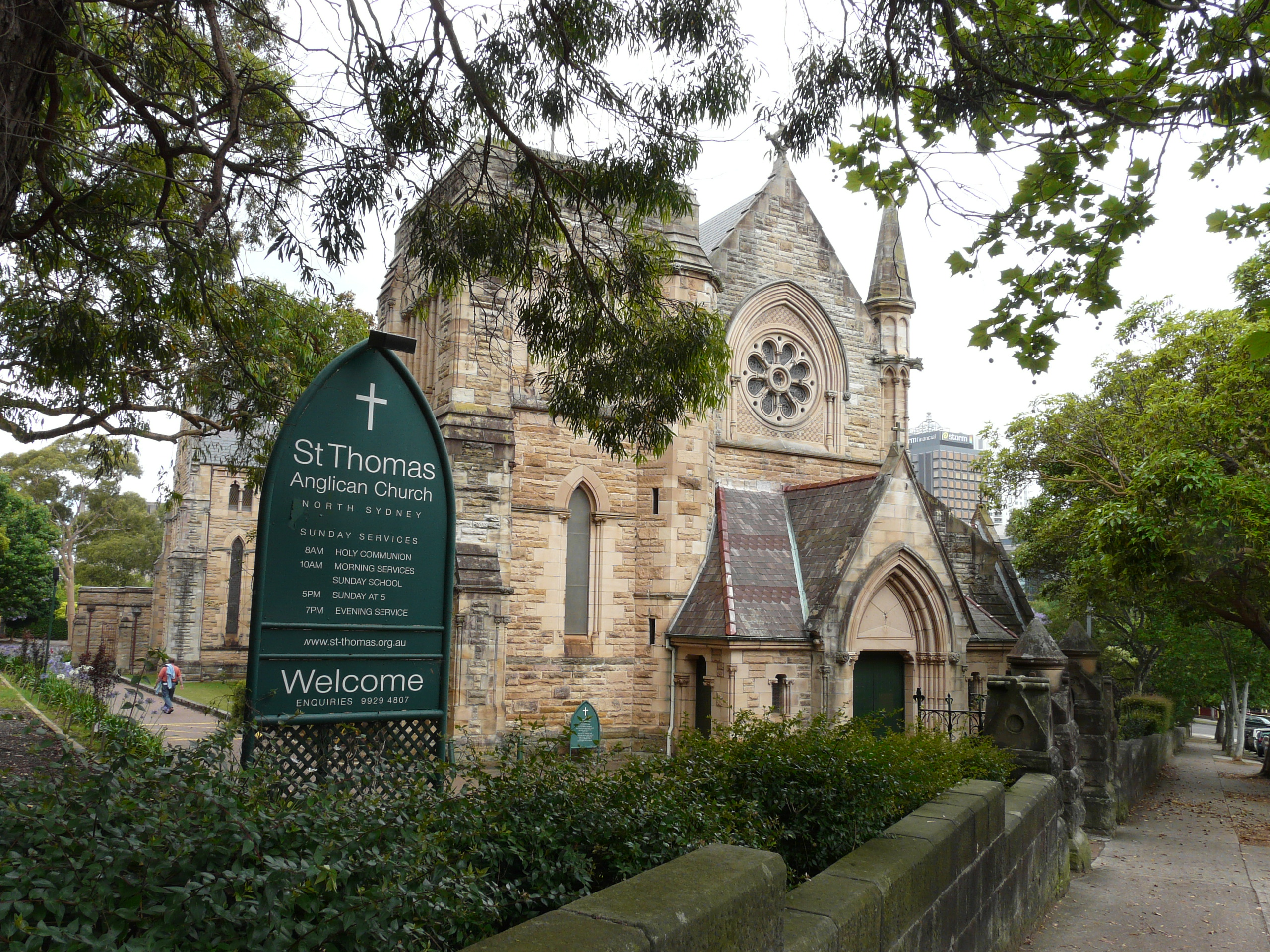
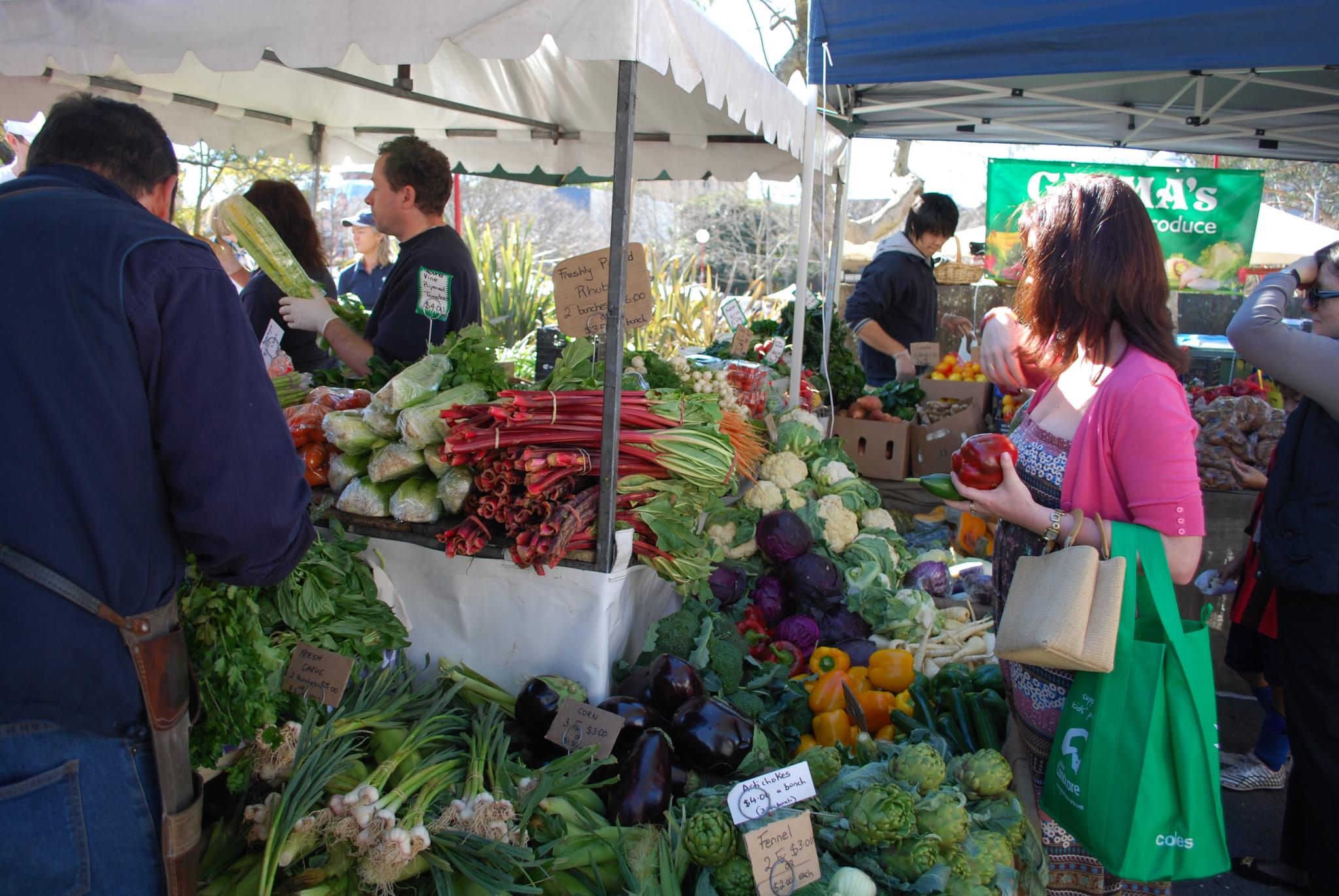